# Храм Анаит в Арташате
Храм Анаит в Арташате (арм. Արտաշատի Անահիտի տաճար) — храм древнеармянской богини-матери, богини плодородия и любви Анаит в городе Арташате.
Согласно древнеармянскому историку Мовсесу Хоренаци, храм построил царь Великой Армении Арташес I. Хоренаци пишет:
Арташес отправляется к месту слияния Ерасха и Мецамора и, облюбовав здесь холм, строит на нём город и называет его по своему имени Арташатом. Ерасх снабжает его кедровым лесом, так что, построив город быстро и без больших усилий, он сооружает в нём храм и переносит туда из Багарана статую Артемиды и все идолы предков; однако статую Аполлона он устанавливает вне города, у дороги.
После принятия христианства царём Трдатом III и принятия христианства официальной религией в Армении, Григорий Просветитель вместе с армянским регулярным войском, которое вверил ему Трдат, вступил в Арташат, чтобы разрушить храм Анаит и храм Тира. Известно, что храм Анаит находился в самом Арташате, а храм Тира — в селе Еразамуйн, где состоялось сражение армян-язычников с армией Григория — в результате побеждённые язычники были вынуждены бежать на север, на Кавказ